# Лусамбья, Бадру
Бадру Ласумбия (англ. Badru Lusambya; род. 28 октября 1982, Кампала, Уганда) — угандийский профессиональный боксёр, выступающий в первом полусреднем весе. Чемпион Африканского боксёрского союза (2004 — 2007, 2009), претендент на титулы чемпиона стран Содружества (2010), чемпиона мира по версии Всемирной боксёрской федерации (2016) и чемпиона Африки по версии Всемирной боксёрской организации.

## Карьера
Бадру Ласумбия дебютировал на профессиональном ринге 27 октября 2002 года победив по очкам соотечественника Медисона Серунджоги (3-7). Затем с 2002 по 2004 год провёл пять поединков в которых одержал досрочные победы, а 19 июня 2004 года вышел на бой за вакантный титул чемпиона Африканского боксёрского союза в первом среднем весе против Джона Чибуты (4-1), победив того также нокаутом. После этого выиграл ещё три боя подряд нокаутом и 18 июня 2005 года победив техническим нокаутом Чепо Машего (14-5) впервые защитил титул. Затем провёл ещё три рейтинговых боя, после чего, 25 марта 2007 года во второй раз успешно защитил титул победив Кена Ойоло (1-8-1).
С августа 2007 по август 2009 года провёл семь боев, из которых пять выиграл, один проиграл (с Гэри Макмиллом) и один свёл вничью (с Георге Данутом). 18 октября 2009 года Лусамбья провёл бой с танзанийцем Иддом Кигулой, и победив того техническим нокаутом вновь выиграл вакантный титул чемпиона Африканского боксёрского союза. 16 апреля 2010 год Бадру проиграл британцу Крейгу Уотсону в бою за титул чемпиона стран Содружества. Затем, до 2016 года провёл три боя в которых одержал досрочные победы. 6 февраля 2016 года вновь потерпел поражение в бою за титул чемпиона мира по версии Всемирной боксёрской федерации, проиграв техническим нокаутом Фаризу Маммдову (18-2-1). 11 августа 2018 года проиграл единогласным судейским решением ганскому боксёру Патрику Аллотею в бою за титул чемпиона Африки по версии Всемирной боксёрской организации.